# Угърчин (нос)
Носът Угърчин (на английски: Ugarchin Point) е скалист морски нос на североизточния бряг на остров Робърт, вдаващ се 300 m в протока Нелсън. Разположен 4,7 km западно от нос Христо Смирненски и 4,2 km югоизточно от нос Нюъл.
Координатите му са: 62°22′01″ ю. ш. 59°28′12″ з. д. / 62.366944° ю. ш. 59.47° з. д..
Наименуван е на град Угърчин в Северна България. Името е официално дадено на 12 август 2008 г.
Българско картографиране от 2009 г.

## Карти
- Л. Иванов. Антарктика: Остров Ливингстън и острови Гринуич, Робърт, Сноу и Смит. Топографска карта в мащаб 1:120000. Троян: Фондация Манфред Вьорнер, 2009. ISBN 978-954-92032-4-0